# Xã Coal, Quận Northumberland, Pennsylvania
Xã Coal (tiếng Anh: Coal Township) là một xã thuộc quận Northumberland, tiểu bang Pennsylvania, Hoa Kỳ. Năm 2010, dân số của xã này là 10.383 người.